# 邢恕
邢恕（？—？），字和叔，鄭州陽武（今河南原陽）人，北宋官员。

## 生平
自小精通典籍，口若懸河，有縱橫家氣度。熙寧年間中進士，補為永安主簿。從程顥學習，與司馬光、呂公著交遊，呂公著薦為崇文院校書，因反對王安石變法，出知延陵县，外放七年。十年，再为校书。吴充又任其为馆阁校勘，不久迁为历史馆检校、著作佐郎。邢恕追隨蔡确，累迁职方员外郎。元丰八年三月，哲宗继位，因“定策有功”迁左司员外郎、起居舍人。司馬光死後，邢恕彈劾司馬光，要查禁《資治通鑑》，程颐說他“义理不能胜利欲之心”。
元祐四年（1089年），蔡确倒台，贬永州监仓。元符中出知汝州。徽宗時，蔡京专权，起用邢恕为鏖延经略安抚使，不久改为泾原经略安抚使，擢至龙图阁学士。再为西北边帅，以抗西夏。因不懂軍事，谋略乖方，徙知太原、永兴、疑昌、真定等州府，不久夺职。

## 延伸阅读
[在维基数据编辑]
 《宋史·卷471》，出自脱脱《宋史》